# Pippo e il fuoribordo
Pippo e il fuoribordo (Aquamania) è un film del 1961 diretto da Wolfgang Reitherman. È un cortometraggio animato della serie Goofy, prodotto dalla Walt Disney Productions, uscito negli Stati Uniti il 20 dicembre 1961 e distribuito dalla Buena Vista Distribution. A partire dagli anni novanta è più noto come Acquamania.
Pippo e il fuoribordo venne candidato per l'Oscar al miglior cortometraggio d'animazione ai Premi Oscar 1962.

## Trama
Un narratore racconta la storia di un "acquamaniaco", chiamato il signor X, il quale si reca segretamente in un negozio che vende barche ogni giorno mentre va al lavoro. Un giorno X compra un motoscafo e, insieme a suo figlio Junior, si reca al mare, con lo scopo di insegnargli a praticare sci nautico. Arrivati a destinazione, mentre X cerca di mostrare al figlio alcune figurazioni dello sci nautico, Junior usa il motoscafo per far partecipare il padre in una gara di sci nautico. Durante la competizione un polpo terrorizzato si attacca alla faccia del signor X e lo aiuta nella gara. Alla fine X e il polpo tagliano il traguardo per primi e il pubblico stringe le mani di X e i tentacoli del mollusco.

## Distribuzione

### Cinema
- Pippo olimpionico (1972)[2][3]

### Edizioni home video

#### DVD
Il cortometraggio è incluso nei DVD Walt Disney Treasures: Pippo, la collezione completa ed Extreme Sports Fun.